# Piirissaare
Piirissaare (en estonien : Piirissaare vald) est une île du lac Peïpous et une municipalité rurale du comté de Tartu en Estonie. Elle s'étend sur 7,8 km2. 
Sa population est de 104 habitants au 1er janvier 2012.

## Municipalité

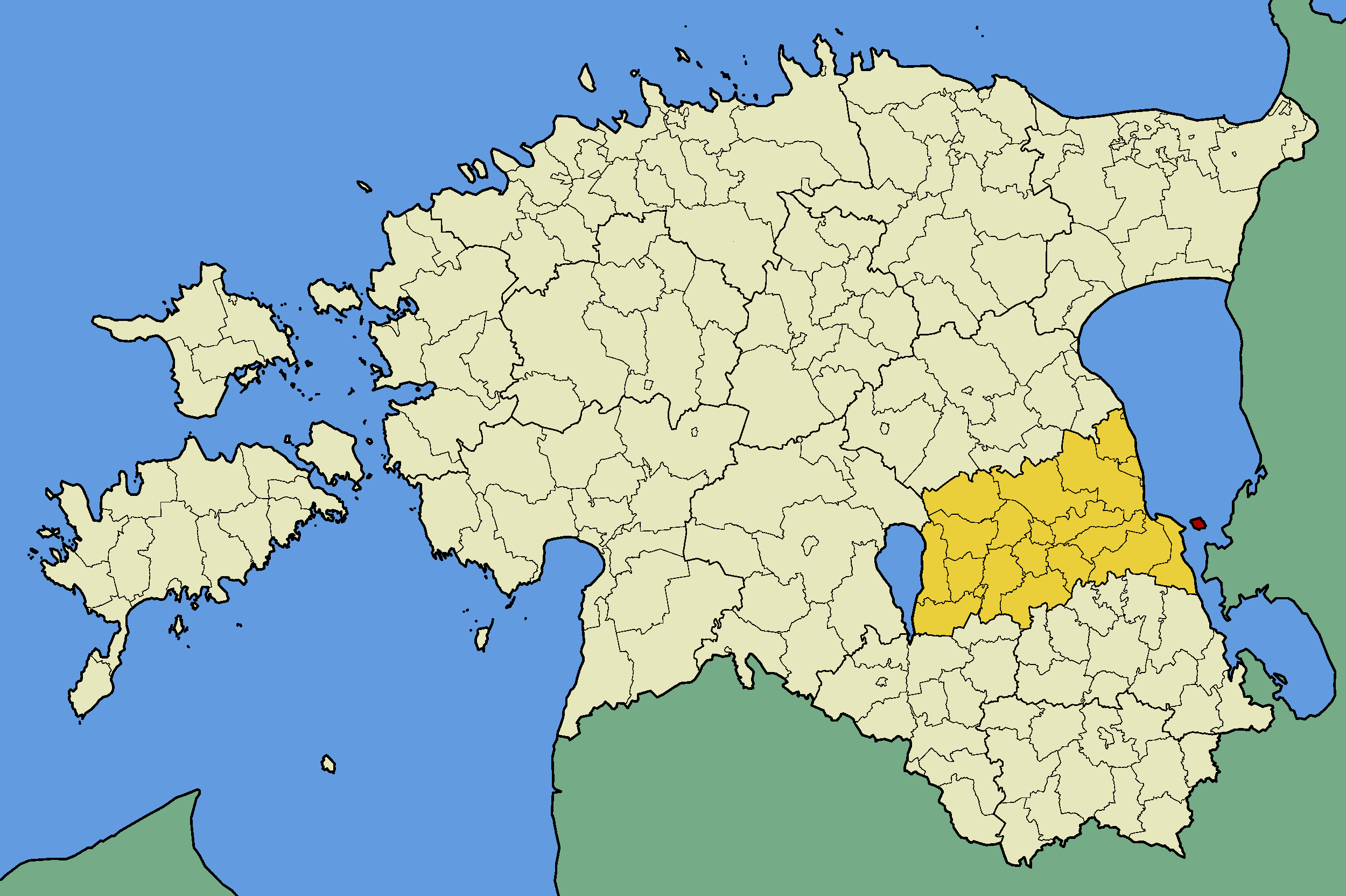
Commune de Piirissaar (en rouge) dans le Comté de Tartu (en jaune).

La commune comprend trois villages : Tooni, Saare et Piiri.